# Trachylepis gravenhorstii
Trachylepis gravenhorstii (мабуя Гравенгорста) — вид сцинкоподібних ящірок родини сцинкових (Scincidae). Ендемік Мадагаскару. Вид названий на честь німецького зоолога Йоганна Людвіга Крістіана Гравенгорста.

## Поширення і екологія
Мабуї Гравенгорста широко поширені на острові Мадагаскар, за винятком крайньої півночі. Вони живуть на луках, в лісах, на полях та серед скель.